# Papa Benedict al XIII-lea
Papa Benedict al XIII-lea (n. 2 februarie 1649, Gravina in Puglia, Apulia, Italia – d. 21 februarie 1730, Roma, Statele Papale) a fost un papă al Romei, între anii 1724 și 1730, numele fiind Pietro Francesco (Vincenzo Maria) Orsini de Gravina, O.P.

## Origini, copilăria, studiile
Papa Benedict al XIII-lea s-a născut la Gravina, în apropiere de orașul Bari, în Italia, la 2 februarie 1649. La botez a primit numele de Pietro Francesco Orsini, mai târziu, a primit numele de Vincenzo Maria Orsini. Tatăl său era ducele Ferdinando al III-lea Orsini, iar mama sa era Giovanna Frangipane Della Tolfa. Tatăl său a murit în anul 1658, când Pietro Francesco nu avea decât 8 ani. A fost educat de Niccolò Tura, dominican din Solofra și de mama sa, care era o femeie foarte religioasă și cu multe fapte de caritate. La vârsta de 17 ani, a intrat în noviciat, la Dominicani. În anul 1668 a refuzat titlul de duce, moștenit de la tatăl său, și pe care i l-a oferit fratelui său. În același an a făcut prima profesiune de credință, schimbându-și numele în Fratele Vincenzo Maria Orsini.

## Preot, cardinal, episcop
A fost hirotonit preot la 24 februarie 1671, peste un an de zile, la 22 februarie 1672, contrar voinței sale, a fost creat cardinal al Bisericii Universale, primind și funcția de prefect al Congregației Episcopilor. La 3 februarie 1675, a fost consacrat episcop de Manfredonia, Italia, la 22 ianuarie 1680, a devenit arhiepiscop de Cesena, Italia, iar la 18 martie 1686, a devenit arhiepiscop (cu titlu personal) de Benevento.

## Papă
În urma decesului Papei Inocențiu al XIII-lea (1721-1724), Pietro Francesco (Vincenzo Maria) Orsini de Gravina a fost ales papă la 29 mai 1724, luându-și numele de Benedict al XIII-lea (în latină Benedictus XIII, în franceză Benoît XIII, iar în italiană Benedetto XIII), iar la 4 iunie 1724, a fost instalat în Scaunul Apostolic al Romei. Se pare că s-a lăsat condus de cardinalul Niccolò Coscia (pronunțat Niccolò Coșa).

## Alte detalii
A mai existat și un antipapă, cu numele de Benedict al XIII-lea, la Avignon (Franța), în perioada 1394 - 1417. De notat că mulți papi au ales să-și ia, în mod voluntar, nume ale antipapilor. 

## Canonizări
Papa Benedict al XIII-lea l-a canonizat pe Sfântul Ioan al Crucii, la 27 decembrie 1726.

## Succesiunea Apostolică
- Cardinal Scipione Rebiba
- Cardinal Giulio Antonio Sartorio
- Cardinal Girolamo Bernerio, O.P.
- Arhiepiscop Galeazzo Sanvitale
- Cardinal Ludovico Ludovisi
- Cardinal Luigi Caetani
- Cardinal Ulderico Carpegna
- Cardinal Paluzzo Paluzzi Altieri degli Albertoni
- Papa Benedict al XIII-lea